# Lucio Giunio Moderato Columella
Lucio Giunio Moderato Columella (Gades, 4 – Taranto, 70) è stato uno scrittore romano di agricoltura.

## Biografia

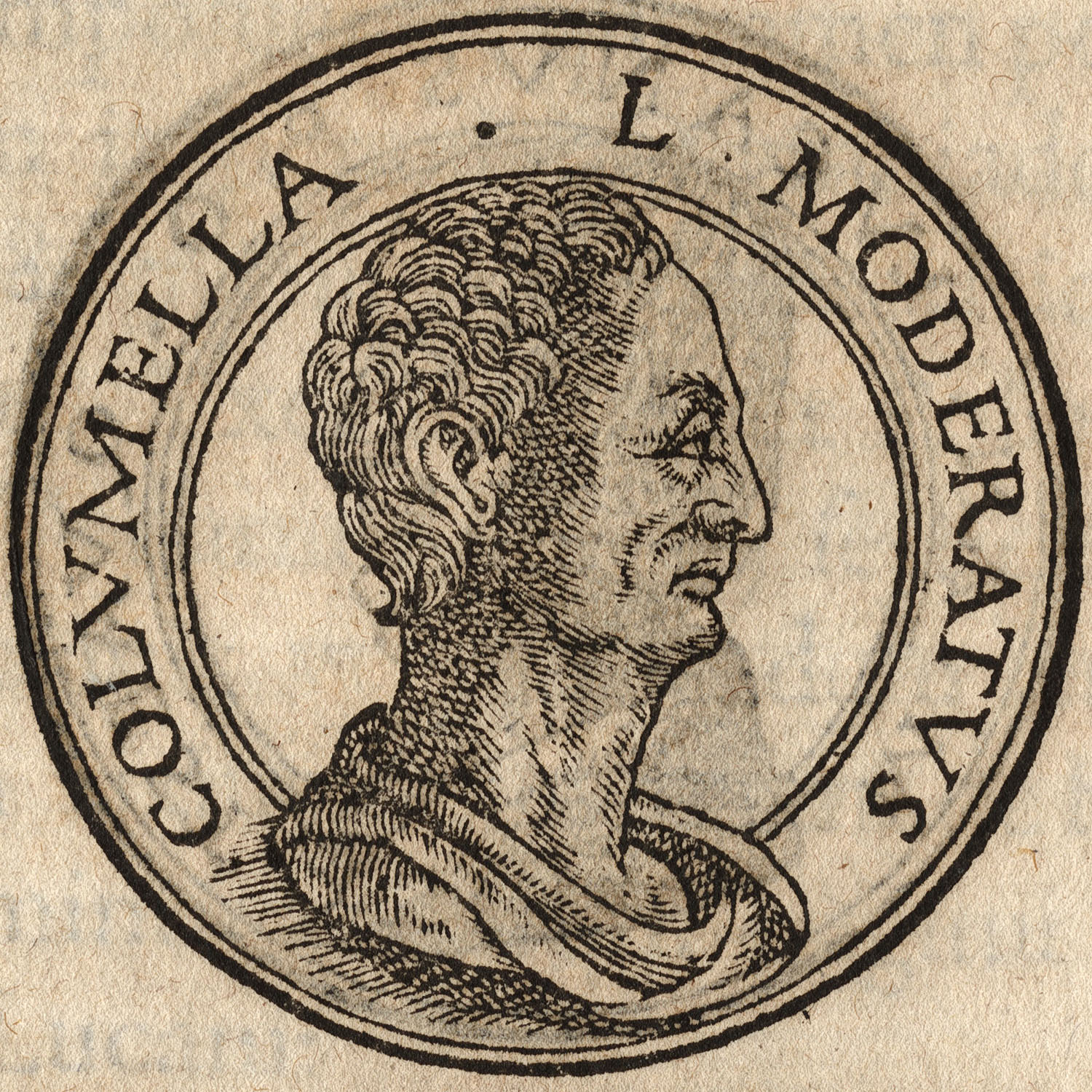
Lucio Moderato Columella

Dopo la carriera nell'esercito (in cui arrivò al grado di tribuno in Siria nel 34 d.C.), ha incominciato l'attività di fattore. Il suo trattato De re rustica, in dodici libri, ci è pervenuto integro e rappresenta la maggiore fonte di conoscenza sull'agricoltura romana, insieme ai lavori di Catone il Vecchio e Varrone, che egli cita entrambi occasionalmente. Il libro X, in onore di Virgilio, è in esametri.

### L'interesse per l'agricoltura

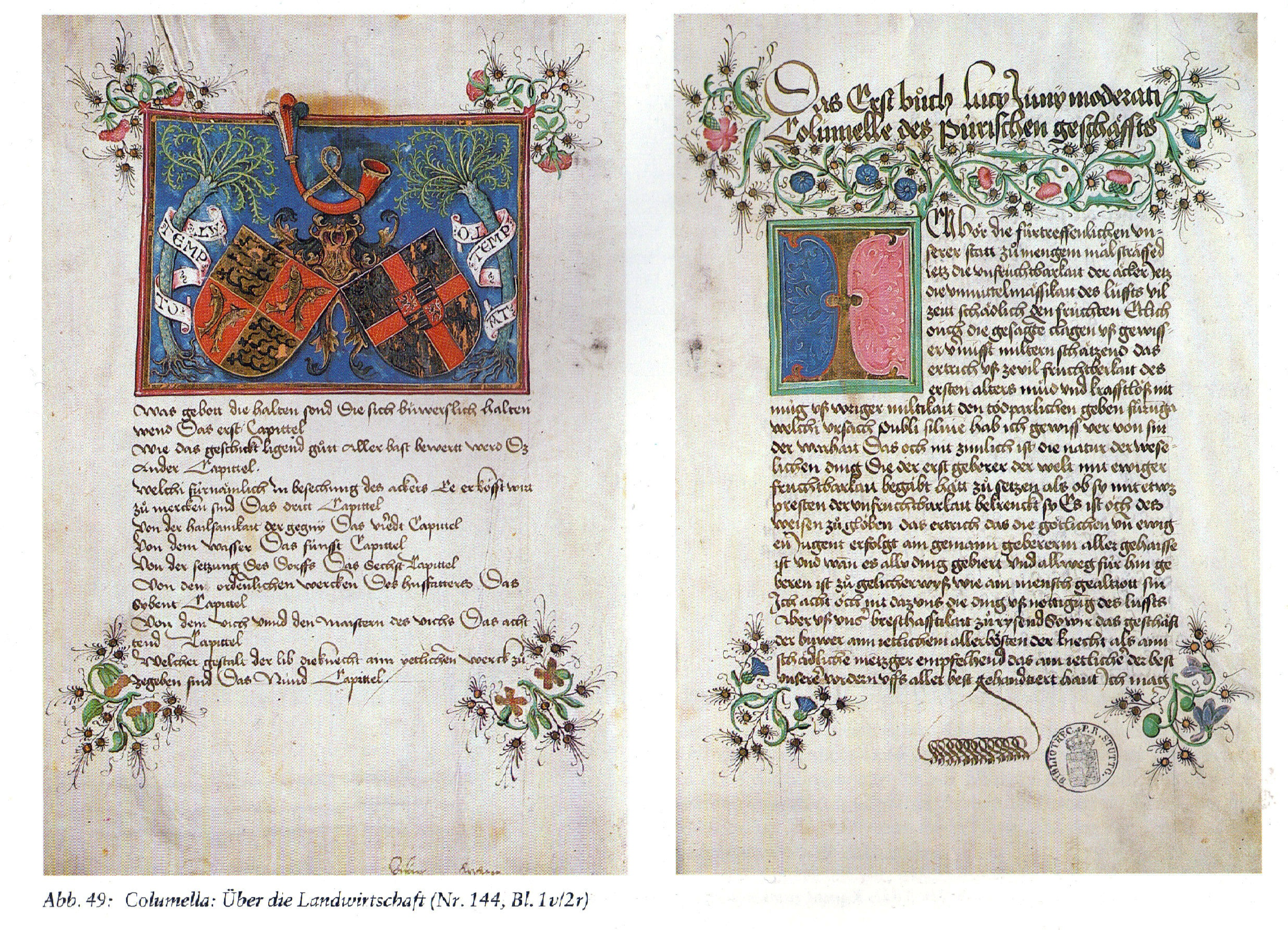
Testo di Columella alla biblioteca di Stoccarda

Le sue opere erano andate perdute, ma grazie a Poggio Bracciolini, il quale esplorò monasteri in Francia, Svizzera e Germania, furono riportati in Italia diversi suoi scritti. Anche un piccolo libro sugli alberi (De arboribus) è stato tramandato interamente. Columella si è avvalso di fonti a noi non pervenute, e delle quali è perciò un importante testimone: Cornelio Celso, lo scrittore punico Magone il Cartaginese, Tremellio Scrofa e molte fonti greche.
Suo zio Marco Columella, "un uomo astuto e uno splendido fattore" (VII 2.30.), aveva condotto esperimenti vari a livello zoologico, tra cui anche incroci tra specie, e influenzò molto gli interessi del nipote. Columella possedeva fattorie in Italia, si riferisce in modo specifico ad alcune sue proprietà ad Ardea, Carseoli e Alba Longa, e parla più volte della propria esperienza pratica in agricoltura.
Altri scrittori romani di agricoltura in periodo imperiale sono Virgilio, Rutilio Tauro Emiliano Palladio e Vegezio; nel periodo repubblicano, oltre ai già citati Catone il Vecchio e Varrone, abbiamo Igino Gromatico e Vitruvio, anche se dedicano meno importanza all'argomento. Un editto di Diocleziano ci informa sui prezzi del materiale agricolo nel tardo impero. Una collezione bizantina di venti libri, Geoponica, include molto materiale del periodo romano e di quello greco.

### Importanza di Columella nelle scienze agrarie
Oltre che nella storia della letteratura latina, Columella occupa un posto importante nella storia delle scienze agrarie per l'approccio contemporaneamente scientifico e di consigli pratici dato alla materia.

## Edizioni
- Scriptores rei rusticae, seu Cato, Varro, Columella, Palladius Rutilius Taurus, Venetiis, apud Nicolaum Ienson, 1472 (editio princeps).
- Opera Agricolationum, Columellae, Varronis, Catonisque nec non Palladii; cum excriptionibus Philippi Beroaldi & commentariis quae in aliis impressionibus non extant, Bononiae, Benedictus Hectoris, 1494
- Libri De Re Rustica...Additis Nuper Commentariis Iunii Pompo. Fortunati in Librum De Cultu Hortorum, Cum Adnotationibus Philippi Beroaldi..., Firenze, Filippo Giunta, 1521
- De re rustica libri XIII, Lugduni, apud Seb. Gryphium, 1537.
- De cultu ortorum, interprete Pio Bononiensi, Bononiae, a Hieronymo de Benedictis, 1520 (contiene il libro X).
- De re rustica libri XII, curante Jo. Matthia Gesnero, Tomus I-II, Mannhemii, cura & sumptibus Societatis literatae, 1781.
- Edizione di Lipsia 1794 in Rivista I tempi della terra
- Opera quae extant, Recensuerunt Vilelmus Lundström, Sten Hedberg, Ake Josephson, Fasciculus I-VIII, Upsaliae, in Libraria Lundequistiana, 1897-1968 («Collectio scriptorum veturum Upsaliensis»)

## Traduzioni

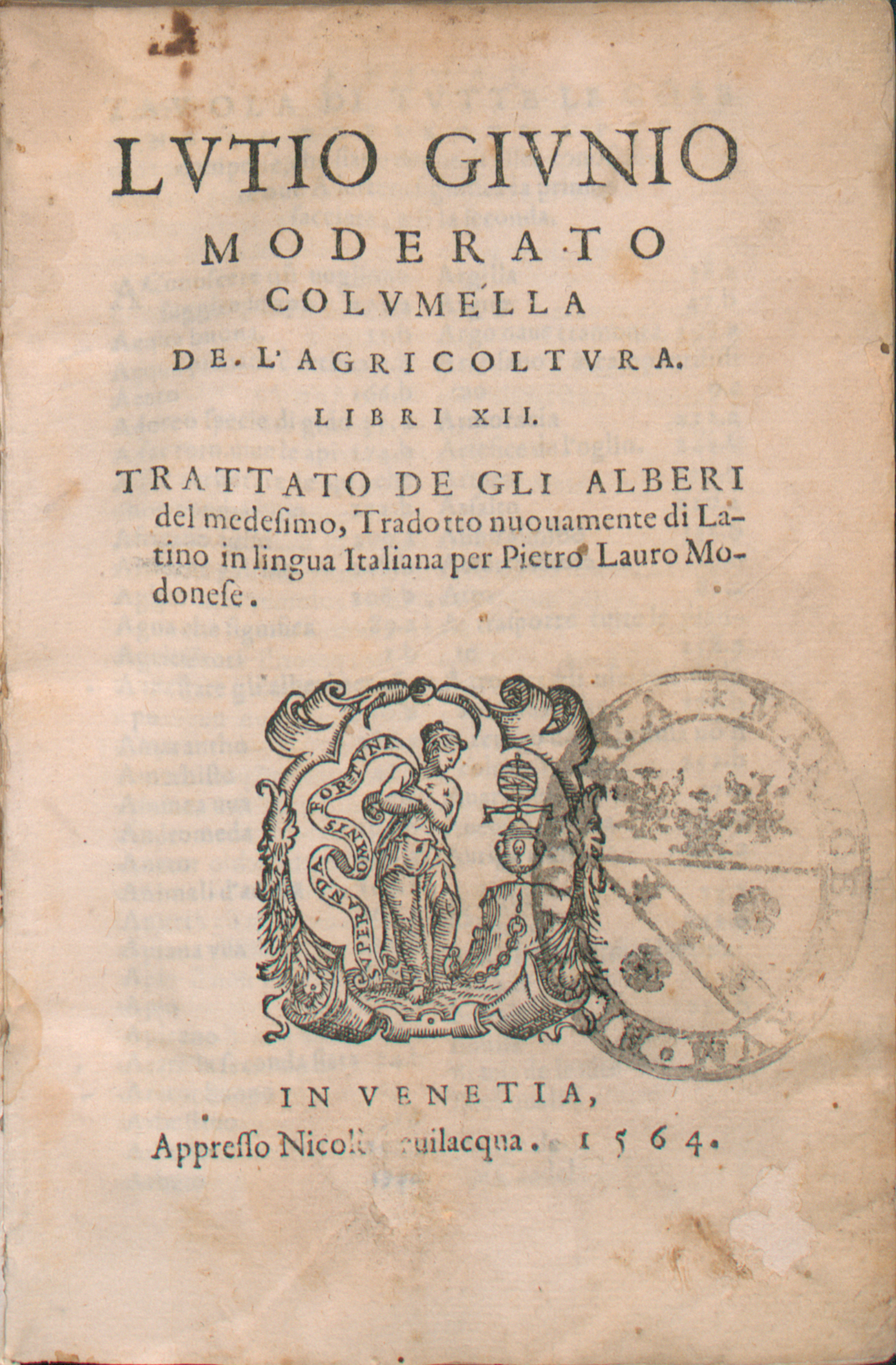
De l'agricoltura (De re rustica), 1564, frontespizio

### In italiano
- De l'agricoltura libri XII. Trattato de gli alberi del medesimo, tradotto nuovamente di latino in lingua italiana per Pietro Lauro modonese, In Venetia, per Michele Tramezino, 1544 (edizione originale della prima traduzione italiana)[3]
- De l'agricoltura libri XII, In Venetia, appresso Nicolò Beuilacqua, 1564.
- Dell'agricoltura, con note, traduzione del dottor Giangirolamo Pagani, tomo I-X, Venezia, nella stamperia Palese, 1793-99 («Rustici latini volgarizzati»)
- L'agricoltura, volgarizzata da Benedetto Del Bene, 2 voll., Verona presso Giovanni Gambaretti, 1808: vol. 1, vol. 2.
- De re rustica, testo latino e traduzione italiana a cura di Rosa Calzecchi Onesti, Roma, Ramo editoriale degli agricoltori, 1947-48
- Columella, L'arte dell'agricoltura e Libro sugli alberi, a cura di Carlo Carena, collana I millenni, traduzione di Rosa Calzecchi Onesti, Torino, Giulio Einaudi Editore, 1977, ISBN 9788806098940.[4]

### In francese
- Les Douze livres des choses rustiques. Traduicts de Latin en François, par feu maistre Claude Cotereau Chanoine de Paris. La traduction duquel ha esté soingneusement reveue & en la plupart corrigée & illustrée de doctes annotations par maistre Jean Thierry de Beauvoisis, Paris, Jacques Kerver, 1551 (edizione originale della prima traduzione francese).
- Les Douze livres des choses rustiques. Traduicts de Latin en François, par feu maistre Claude Cotereau Chanoine de Paris. La traduction duquel ha esté soingneusement reveue & en la plupart corrigée & illustrée de doctes annotations par maistre Jean Thierry de Beauvoisis, Paris, par Iacques Kerver, 1555.
- Les agronomes latins. Caton, Varron, Columelle, Palladius avec la traduction en français, publiés sous la direction de m. Nisard.Paris, J.J. Dubochet, 1844 (Traduzione di Columella per Saboureux de La Bonnetterie).
- L' économie rurale, Traduction nouvelle par Louis Du Bois, Paris, Panckoucke, 1844-46.